# Veikko Salminen
Veikko Ilmari Salminen (Helsinki, 12 agosto 1945) è un ex pentatleta finlandese.

## Palmarès
In carriera ha conseguito i seguenti risultati:
- Giochi olimpici:

Monaco 1972: bronzo nel pentathlon moderno a squadre.